# Faro de Indian Head
El  faro de Indian Head (en inglés : Indian Head Light) es un faro activo situado en el puerto de Summerside, en el condado de Prince (provincia de Isla del Príncipe Eduardo) en Canadá. Este faro es administrado por la Guardia Costera de Canadá.
Fue reconocido edificio federal de patrimonio el 5 de septiembre de 1991 por la Ley de protección de faros patrimoniales y reconocido Sitio patrimonial designado por el ministerio de Turismo y Cultura en 2012.

## Historia
Fue puesto en servicio en 1881 para guiar los barcos al puerto de Summerside.Desde su construcción, ha sufrido diversas obras de consolidación y mejora. Fue automatizado.

## Descripción
El faro es una torre octogonal blanca, en dos pisos, un claristorio de madera de 13 m de altura, con galería y linterna.Está construido sobre una base de hormigón al final de un rompeolas. Emite a una altura focal de 14 m, una luz isofase con un resplandor blanco cada 10 segundos.Su rango nominal es de 11 millas náuticas (unos 20 km). No está abierto al público.